# Somebody Up There Likes Me (David Bowie)
Somebody Up There Likes Me è un brano musicale del 1975 del cantautore rock britannico David Bowie, estratto dall'album Young Americans.

## Il brano
La canzone, che prende nome dall'omonimo film di Robert Wise sulla vita di Rocky Marciano, fu insieme a Young Americans e Fame uno dei brani più popolari dell'intero album. Come nel resto del disco, Bowie si allontana dalle sonorità più propriamente rock per sperimentare nuovi tipi di musica, e più nello specifico l'R&B, il funk ed il soul bianco. Le parti al sassofono sono eseguite dallo statunitense David Sanborn, quelle alla chitarra da Carlos Alomar, mentre tra i componenti del coro di appoggio è tra gli altri presente Luther Vandross.
L'intero brano è incentrato sulla figura di un leader, una sorta di superuomo futurista (in continuità ideologica con l'homo superior del precedente Oh! You Pretty Things, del 1971), che indossa le vesti di una celebrità mediatica "che abbraccia tutti i bambini, bacia tutte le signore". Il soggetto in questione viene definito come "figlio selvaggio del televisore", un messia amato dalle masse e dotato di eccezionale carisma. La canzone è da molti considerata come un segno della simpatia che l'artista provava, specie negli anni del Thin White Duke, nei confronti dei regimi autoritari, dando vita ad una sorta di analogia tra fascismo e rock'n'roll.

## Curiosità
Il brano è stato inserito dalla casa di produzione videoludica Rockstar Games nella radio K-DST del videogioco GTA: San Andreas.